# Caaschwitz
Caaschwitz is een plaats in de Duitse deelstaat Thüringen, en maakt deel uit van de Landkreis Greiz.
Caaschwitz telt 642 inwoners.